# Allanblackia staneriana
Allanblackia staneriana là một loài thực vật có hoa trong họ Bứa. Loài này được Exell & Mendonça mô tả khoa học đầu tiên năm 1936.